# Abbey Road Studios
Abbey Road Studios – studio nagraniowe powstałe w 1931 roku w Londynie mieszczące się przy ulicy Abbey Road pod nr 3 w pochodzącym z 1831 roku budynku zbudowanym w stylu georgiańskim.
Studio jest podzielone na trzy pomieszczenia realizacji dźwięku:
- największe Studio One umożliwiające nagrania ponad 200 muzykom jednocześnie, gdzie była nagrywana m.in. muzyka do filmowej trylogii Władca pierścieni[2],
- najbardziej znane, Studio Two (do 55 muzyków), gdzie nagrywali swoje płyty The Beatles, czy Pink Floyd[3],
- oraz najmniejsze Studio Three, w którym nagrany został m.in. album The Dark Side of the Moon grupy Pink Floyd[4].

W sąsiedztwie samego studia znajduje się również restauracja, ogród oraz pokoje hotelowe dla muzyków.
W Abbey Road Studios nagrywali m.in. tacy wykonawcy i grupy muzyczne jak: The Beatles, Pink Floyd, Oasis, Fats Waller, Josh Groban, Jamiroquai, Anna Maria Jopek, Kutless, Cliff Richard, Adam Ant, Nightwish, Radiohead, Muse, XTC, The Zombies, Take That, Green Day, U2, Depeche Mode, The Used, Camel, The Killers, The Shadows, Gnarls Barkley, Elliott Smith, Syd Barrett, Hilary Hahn, Plácido Domingo, Michael Nyman, Trevor Jones, Mecano, Panic! at the Disco, The Hollies, Manfred Mann, The Seekers, Iron Maiden, Madness, Lucie Silvas, Bastille, Kanye West, Florence and the Machine, Spice Girls, Alanis Morissette, Europe oraz One Direction.

## Konsolety nagraniowe
- Studio One: 72 Fader Neve 88RS
- Studio Two: 60 Fader Neve VR Legend
- Studio Three: 96 Fader Solid State Logic 9000 J
- Penthouse: 48 Fader Neve DFC Gemini